# William Thomas Turner Barn
La William Thomas Turner Barn est une grange américaine située dans le comté de Johnson, au Kansas. Construite en 1898, elle est inscrite au Registre national des lieux historiques depuis le 1er avril 1999.